# Escobaria sneedii
Az Escobaria sneedii  a kaktuszfélék (Cactaceae) családjába és a kaktuszformák (Cactoideae) alcsaládjába  tartozó Escobaria nemzetség egyik faja. A Magyar Kaktuszgyűjtők Országos Egyesületében 2008 márciusában a hónap kaktusza volt.

## Felfedezése, egyéb tudományos nevei
Joseph Tyre Sneed, Jr. (1876-1940) texasi földtulajdonos és marhatenyésztő fedezte fel 1921-ben; ő gyűjtötte az első példányokat.
A növényt a N. L. Britton és J. N. Rose szerzőpáros írta le 1923-ban a "The Cactaceae" című, híres munkájában; a fajt felfedezőjéről nevezték el.
Egyéb nevei:
- Coryphantha pygmaeae Frič
- Coryphantha sneedii var. sneedii A. Berger
- Escobaria leei Boed.

## Elterjedése
Az USA és Mexikó határvidékén, a Chihuahua sivatagban él, főképp a hegyekben. Texas El Paso megyéjében, a Franklin-hegyen fedezték fel. Részben a rendszertani bizonytalanságok miatt 6–10 élőhelyét tartják nyilván; a vadon élő példányok számát húszezer köré teszik. Biztos élőhelyei:
- Texas, El Paso megye, Franklin-hegy,
- Új-Mexikó, Doña Ana megye (legalább 3 élőhely),
- Guadalupe-hegység, Carlsbad Caverns környékén (legalább 3 élőhely).

A mexikói tudósok szerint a határ déli oldalán is előfordul; az amerikaiak szerint nem.

## Megjelenése, felépítése
Sűrűn sarjadó, csoportképző faj. Az egyes törzsek henger alakúak:
- átmérőjük 1,2–2,5 cm,
- hosszuk 2,5–7,5 cm.

A csoport átmérője 10–20 cm-ig nőhet.
A növény teste zöld, de ez alig látszik a sűrű tövisek alatt. A tövistakaró miatt a növény szürkésfehér csoportnak néz ki. Szemölcsökre osztott bordái spirálisan futnak le. Kezdetben enyhén gyapjas areolái a szemölcsök csúcsán nőnek; egy-egy areolából 30–60, 3–15 mm hosszú peremtövis sarjad. A tövisek fehérek, de a csúcsuk barnás is lehet.
Az orsó alakú, 1–2 cm hosszú, szürkés-rózsás bimbók a növény csúcsán, a fiatal, az évi areolákból nőnek ki, és legtöbbször csak akkor vehetőek észre, amikor már átfurakodtak a tövisek között. A tölcséres virág hossza és átmérője is 1–2 cm. A lepellevelek színe szürkés rózsaszín vagy sötétebb; sötétebb a középsáv barnás is lehet. A külső lepellevelek széle (mint a nemzetség legtöbb fajáé) finoman fogazott, pillás. A bibe fehér, az enyhén csavart porzószálak is fehérek, a portokok sárgák. A termés hosszúkás vagy bunkó alakú, zöld vagy vöröseszöld; mintegy 15 mm hosszú és 6 mm széles. Egy termésben általában 15, 1,2–1,5 mm-es, barna mag terem.

## Életmódja, élőhelye
A hegyekben mintegy 1200–2350 m magasan fordul elő; egyes élőhelyein az évi átlagos csapadék 197–400 mm.
Először a McKelligan-kanyon nyugati oldalának mészkőszikláin találták meg; többi élőhelyén is meszes, kevés humuszt, de sok agyagot tartalmazó, sekély váztalajon nő; gyakran kifejezetten köves területeken. Természetes lelőhelyein általában gyér, ritkás a vegetáció. Többnyire agávé-boróka társulások, félsivatagi száraz gyepekben, cserjések gyepszintjében fordul elő. A kövek közt kedvezőbb számára a mikroklíma, mert kisebb a párolgás, tovább megmarad a nedvesség, és a kövek gyökereit is megtámasztják. A magoncok nagy részét is ilyen helyeken figyelték meg.
Társult növényei:
- Agave leuchuguilla (agávé),
- Bouteloua curtipendula (szúnyogfű),
- Nyugati üstökvirág (Dasylirion wheeleri),
- Ephedra trifurca (csikófark),
- apacsszilva (Fallugia paradoxa),
- texasi vörösboróka (Juniperus pinchotii),
- Nolina texana,
- tölgy (Quercus spp.),
- mexikói diófenyő (Pinus edulis);

más növények alatt ritkán található.
A gombáknak és más kórokozóknak, kártevőknek  meglehetősen jól ellenáll. Reprodukciós képessége jó: elegendő magot terem, és azok különleges beavatkozás nélkül is jól csíráznak. A magok akár 10 évig is csíraképesek. Természetes élőhelyein, az utak mellett az illegális gyűjtők miatt ritkultak meg állományai, ezért veszélyeztetetté nyilvánították (helyi védelem).

## Alfajok, változatok
Az „Új Kaktuszlexikon” egyetlen fajba, az Escobaria sneedii-be vonta össze az alábbi, korábban, illetve más szerzők által külön-külön fajnak tekintett formákat:
- Escobaria albicolumnaria,
- Escobaria guadalupensis,
- Escobaria leei,
- Escobaria orcuttii,
- Escobaria organensis,
- Escobaria sandbergii,
- Escobaria sneedii,
- Escobaria villardii,

és ezek közül mindössze kettőt ismer el alfajnak:
- Escobaria sneedii ssp. sneedii,
- Escobaria sneedii ssp. orcuttii.

E mű szerint a többit változatnak kell tekinteni. Az egyes alakok elterjedési területe nem fedi át egymást; a távolibb alakok külseje és életmódja (például fagytűrő képessége) egyaránt markánsan különbözik, de közöttük, a közbülső területeken átmeneti formák élnek.

## Tartása, gondozása
A Kárpát-medencében is könnyen tartható, kezdőknek is ajánlott. Két veszélyeztető tényezője:
- a túlzott öntözés és
- a fényszegény hely.

Szabadföldi teleltetéséről nincs tapasztalat. A későn kikerült, a telelőben túl kevés a fényt és sok meleget kapott növény megnyúlik, és a bimbóit is ledobja. Mivel a bimbók már márciusban nőni kezdenek, célszerű kora tavasszal kihelyezni. Sűrűn álló tövisei a tűző naptól is megvédik, de ha nem kap elég fényt, tövisei nem fejlődnek ki rendesen.
A meleg, napos helyet, a törmelékes (jó vízáteresztő), kevés humuszt tartalmazó talajt kedveli. Saját gyökerén jól fejlődik.
Csoportképző hajlama miatt érdemes nagyobb edényben tartani. A magról nevelt növények már 3-4 éves korukban termőre fordulhatnak, és korán sarjadni kezdenek. A legegyszerűbben sarjairól szaporítható.

## Képek

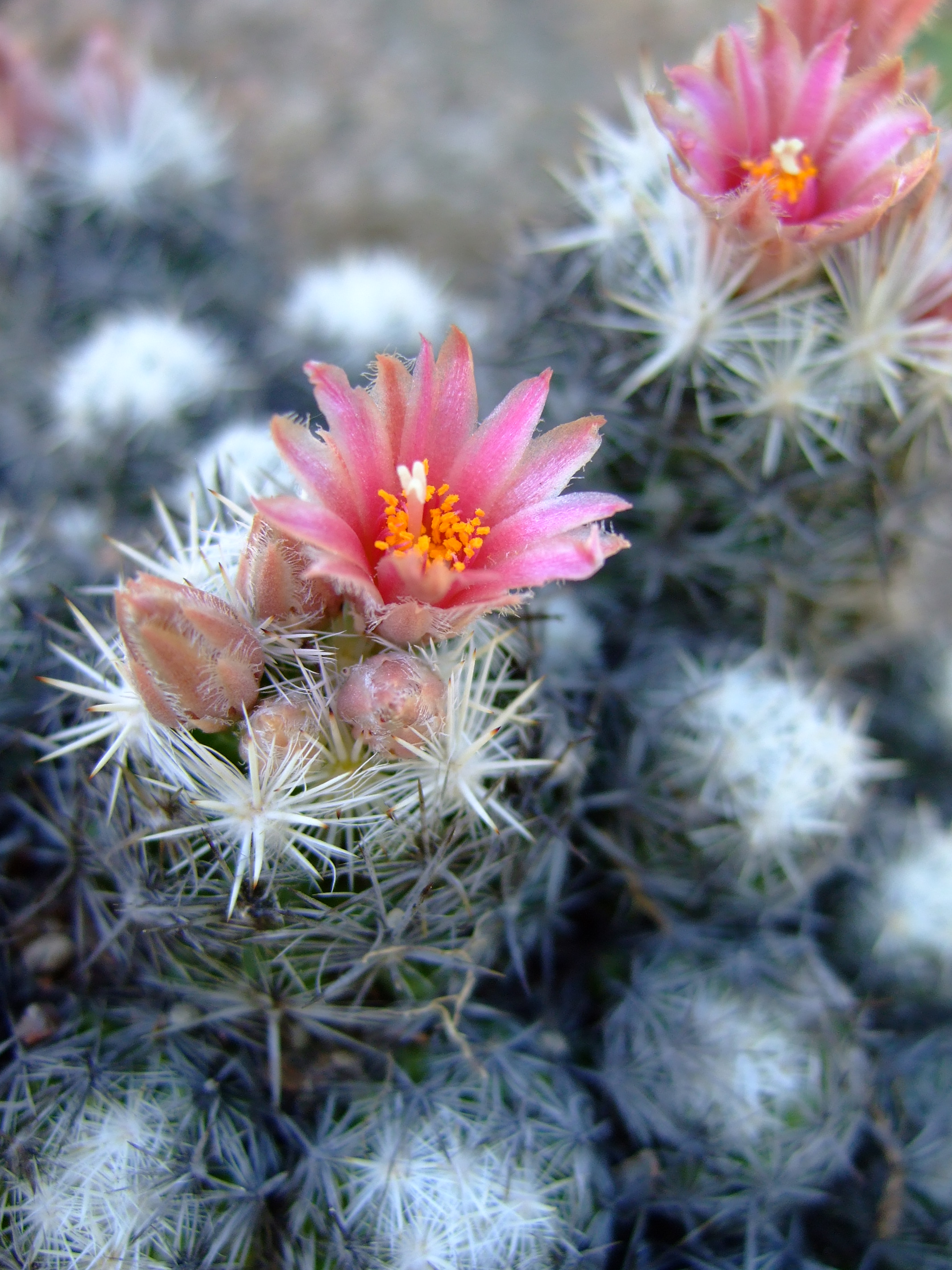
Virágok és bimbók
El Paso megye Texasban
Doña Ana megye Új-Mexikóban
Guadalupe megye Új-Mexikóban